# Sitio/estado
El sitio/estado es utilizado para el diagnóstico y tratamiento de caries dental, según el modelo no invasivo de tratamiento, donde podemos encontrar en una pieza dentaria tres sitios de susceptibilidad a la caries dental y cinco estados de progresión de esta patología.

## Historia
Desde la invención de la odontología, se ha utilizado un modelo invasivo para el tratamiento de caries dental, el cual consiste en eliminar el tejido cariado y sus alrededores logrando así una gran preparación cavitaria donde luego se disponía a colocar el material restaurador a utilizar. A medida que pasaban los años, el paciente volvía a producir caries en la misma pieza dentaria, por lo que se volvía a eliminar el tejido cariado y agrandar cada vez más la preparación cavitaria. Así sucesivamente, llegaba un momento en que el paciente poseía una gran restauración que podía volver a generar caries provocando la extracción de la pieza dentaria. Con este modelo, los pacientes llegaban a perder la mayoría de sus piezas muy jóvenes y poseyendo una gran cantidad de implantes dentales y/o prótesis dental. El problema que esto generaba era que, además de perder la mayoría de las piezas dentarias, los materiales restauradores que existen no llegan a poseer las propiedades que posee una pieza dentaria natural, siendo estas de menor calidad. Por ejemplo, frente a una gran fuerza masticatoria los materiales restauradores no serían capaces de resistir como lo haría una pieza dental natural, por lo que es muy probable que esta se trise. 
Hoy en día, la odontología utiliza un modelo no invasivo, donde en caso de presentarse una caries se elimina solo el tejido cariado y se coloca una restauración. De esta manera se mantiene la mayor cantidad de tejido dentario natural posible, evitando a futuro la extracción dentaria y posterior utilización de implantes y/o prótesis dental.

## Concepto
El sitio/estado fue creado para un diagnóstico rápido de la caries dental, llevando a su respectivo tratamiento. Este nos estrega tres sitios donde se pueden encontrar la caries dental y cinco estados de progresión de la enfermedad. Lo cual nos dará una cifra que nos indicara que tipo de tratamiento debe ser realizado en aquel caso en particular.

### Sitios
Sitio 1: Las lesiones cariosas se inician en surcos, fisuras y fosas de la cara oclusal, y superficies vestibulares y linguales/palatinas de todos los dientes; además de otros defectos de las caras libres de las coronas dentarias (por ejemplo: surcos por palatino/lingual en el cíngulo de incisivos).
Sitio 2: Las lesiones cariosas se inician en las superficies proximales de todos los dientes.
Sitio 3: Las lesiones cariosas se inician en la región cervical de todos los dientes, en sus caras palatina/lingual y vestibular.

### Progresión de la caries dental
Estado 0: Caries activa sin cavitación. Intervención quirúrgica innecesaria.
Estado 1: Lesiones con alteraciones de la superficie que ha progresado hasta el punto donde la remineralización no es efectiva y un tratamiento restaurador es indicado.
Estado 2: Lesión moderada con cavitación localizada que ha progresado en la dentina sin debilitamiento de las cúspides dentarias.
Estado 3: Lesión que causa una extensa cavitación que ha progresado en la dentina debilitando las cúspides dentarias.
Estado 4: Lesión que ha progresado hasta el punto en el cual una o más cúpsides son destruidas.

### Tratamiento
Cada estado de progresión de la caries dental posee un tratamiento específico:
Estado 0: Tratamiento de remineralización y/o sellantes de fosas y fisuras. Monitoreo en el tiempo de la detención o progresión de la enfermedad.
Estado 1: Preparación cavitaria mínimamente invasiva para una obturación adhesiva combinada con un tratamiento profiláctico de las superficies adyacentes.
Estado 2: Preparación mínimamente invasiva para una gran cavidad, combinada con un tratamiento profiláctico de las superficies adyacentes.
Estado 3: Preparación cavitaria para una restauración directa o indirecta que restablezca la función y preservar la resistencia de la unidad diente/restauración.
Estado 4: Extensa preparación cavitaria para la realización de una restauración indirecta que restablezca la función y para preservar la resistencia de la unidad diente/restauración.

### Ejemplo
Un sitio estado 1.0, indica:
- Un sitio 1, por lo que se trata de una caries en surco, fisura o fosa de la casa oclusal, vestibular o palatino/lingual de una pieza dentaria o de la cara libre en alguna pieza dentaria que posea algún defecto.
- Un estado 0, por lo que se trata de una caries activa sin cavitación, por lo que la intervención quirúrgica es innecesaria. Además nos indica un posible tratamiento, en este caso de remineralización y/o sellantes y control en la detención o progresión de la caries.

Así los sitios de caries se van indicando con un número del 1 al 3, luego se coloca un punto y finalmente el estado que se indica con un número del 0 al 4, todo según lo descrito anteriormente.